# 靳睿
靳睿（1442年—？），字希顏，陝西西安府同州郃陽縣人，民籍，明朝政治人物，進士出身。

## 生平
陝西鄉試第四十九名舉人，成化八年（1472年）中式壬辰科會試第一百二十七名，三甲第一百一十四名進士。

## 家族
曾祖靳思義；祖父靳浩；父靳旺。